# Lamia (mythologie)
Pour les articles homonymes, voir Lamia.

Lamia, par Herbert Draper (1909)

Lamia (en grec ancien : Λάμια / Lámia) ou Sybaris (Σύϐαρις / Sýbaris) est au départ un nom porté par plusieurs personnages féminins de la mythologie grecque. Après la fin de l’Antiquité, il est associé principalement à l'un de ces personnages, qui se transforme en créature monstrueuse dans des circonstances variables. Une Lamia devient une figure de monstre mythologique, puis son nom en vient à être utilisé comme nom commun pour désigner une espèce de créature monstrueuse d'apparence au moins partiellement féminine qui s'attaque notamment aux jeunes hommes, mais en tire aussi des profits sexuels. Lorsqu'elle est embarrassée ou que son identité a été découverte, elle se transforme instantanément en serpent pour tuer les femmes qui l'entourent et prendre les jeunes hommes.

## Le mythe en Grèce antique
La littérature grecque antique connaît plusieurs femmes appelées Lamia, sans qu'il soit toujours facile de les distinguer entre elles. Plusieurs sources connaissent une Lamia fille de Poséidon, qui s’unit à Zeus et donne naissance à Hérophile, une sibylle,. Ailleurs, Plutarque dit que la légende raconte que Lamia dort aveugle chez elle, déposant au fond d'un petit vase ses yeux qu'elle s'ajuste de nouveau pour voir clair quand elle va sortir.
L'une des premières mentions connues de Lamia dans la littérature grecque antique se trouvait dans un poème de Stésichore intitulé Skylla et consacré à Scylla. Ce poème est perdu mais nous est connu par des résumés et des allusions d'autres auteurs antiques. On sait ainsi que Stésichore appelait Lamia la mère de Scylla, sans qu'il soit possible de savoir s'il s'agit ici de la même Lamia fille de Poséidon ou d'une autre variante.
Une autre variante sur Lamia est connue par davantage d'auteurs : il s'agit d'une femme dont l'apparence devient monstrueuse dans diverses circonstances. Son histoire est connue notamment par Diodore de Sicile qui en donne sa version au livre XX de sa Bibliothèque historique. Dans cette variante, Lamia est une princesse de Libye, fille du roi Bélos. Lamia devient l'amante de Zeus et encourt la jalousie d'Héra, qui tue tous ses enfants. Par vengeance et par désespoir, Lamia commence alors à s'attaquer aux enfants des autres pour les enlever et les tuer. Petit à petit, son visage se déforme hideusement. Zeus, apitoyé, la rend capable d'ôter ses yeux et de les remettre. Cette variante est évoquée aussi par Plutarque, De curios. 2, par le géographe Strabon, par la Souda à l’entrée « Lamia ».
D'après Antoninus Liberalis, Lamia, installée dans une caverne du mont Kirphis, terrorisait la région de Delphes, et exigeait qu'on lui sacrifie un enfant. Le jeune Alcyoneus avait été tiré au sort pour être livré en pâture au monstre, mais Eurybatos, compatissant, proposa de se substituer à lui : il parvint à se saisir de Lamia et à la précipiter en bas de la falaise.
Dès l'Antiquité grecque, le nom de lamia est également utilisé comme nom commun et au pluriel pour désigner des créatures féminines surnaturelles aux actions néfastes. Les lamies sont notamment mentionnées par les auteurs de romans grecs et latins : Apulée y fait allusion dans ses Métamorphoses et Philostrate inclut dans sa Vie d'Apollonios de Tyane un épisode où Apollonios démasque une lamie déguisée en jeune et belle Corinthienne et qui était occupée à séduire l'un de ses amis en s'aidant de puissants sortilèges d'illusions.

## Folklore grec contemporain
La figure de la lamie existe encore dans le folklore grec et conserve ses caractéristiques principales.

## Évocations artistiques après l'Antiquité

### AuXIXesiècle

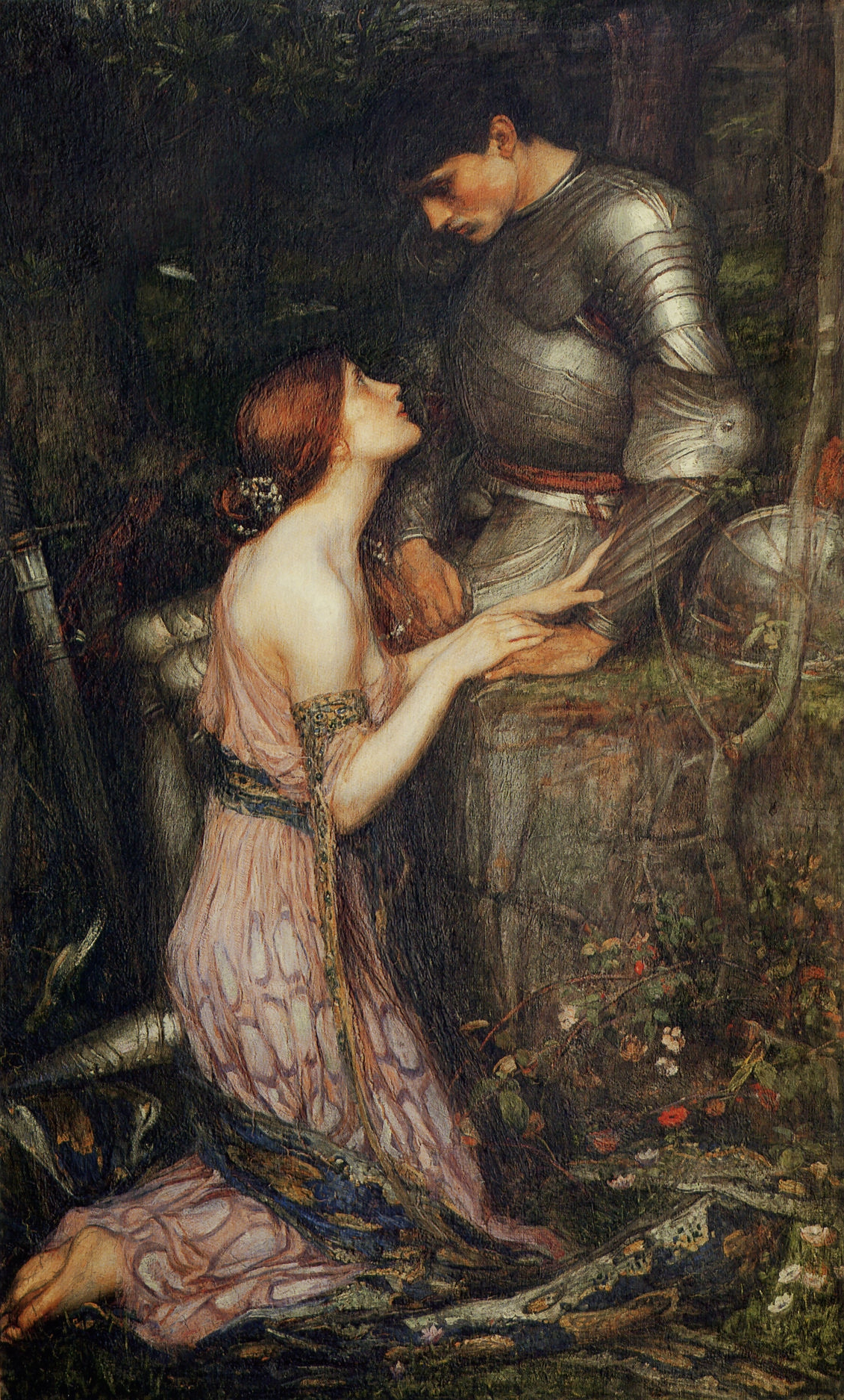
Lamia de John William Waterhouse, 1905.

Le poète britannique John Keats compose en 1819 le poème Lamia qui est publié l'année suivante dans le recueil Lamia, Isabella, The Eve of St. Agnes, and Other Poems qui rencontre un grand succès auprès de la critique à sa parution et exerce une influence sur les évocations de Lamia dans la littérature postérieure de langue anglaise.
La peinture du XIXe siècle, notamment le courant préraphaélite, fournit plusieurs représentations de lamies sous les traits de femmes séduisantes occupées à attirer de jeunes hommes pour mieux causer leur mort.

### AuXXesiècleet après, dans les cultures de l'imaginaire
Aux XXe et XXIe siècles, la figure de Lamia apparaît régulièrement dans les œuvres et les jeux relevant des cultures de l'imaginaire (le fantastique, l'horreur, la science-fiction, la fantasy). Son nom est parfois utilisé comme nom commun pour désigner une espèce de créatures fantastiques et non plus une créature unique.

#### Peinture
Le peintre John William Waterhouse peint en 1905 un premier tableau intitulé Lamia montrant une belle jeune femme occupée à regarder un chevalier en armure qu'elle va séduire. Il peint ensuite, en 1909, un second tableau Lamia montrant cette fois une lamia, toujours sous les traits d'une belle jeune femme, en train de se coiffer en se mirant dans l'eau d'un étang. Herbert James Draper peint également en 1909 une Lamia représentant une jeune femme rêveuse.

#### Romans
L'Américain Clark Ashton Smith met en scène des lamies dans plusieurs de ses nouvelles se déroulant dans la province française fictive d'Averoigne : La Fin de l'histoire (1930) et L'Enchanteresse de Sylaire (1941). Dans chacune d'entre elles, le protagoniste est séduit par une belle femme, s'avérant être une lamie projetant de le dévorer.
Lamia et la lamie apparaissent dans les romans fantastiques ou d'horreur. Les romans de science-fiction de Dan Simmons Hypérion et La Chute d'Hypérion mettent en scène un personnage appelé Brawne Lamia et font référence au poème de Keats à plusieurs reprises. Le roman Neverwhere de l'écrivain et scénariste britannique Neil Gaiman, paru en 1996, met en scène un personnage féminin appelé Lamia qui est présenté comme un velours (velvet), un genre de vampire qui absorbe la chaleur de ses victimes.
Dans la série romanesque Anita Blake de l'écrivaine américaine Laurell K. Hamilton, la lamie apparaît dans le tome 3, Le Cirque des damnés. La lamie, mi-femme, mi-serpent, était la créature évoquée par le plus vieux vampire du monde, Olivier. Dans ce livre, la lamie peut passer de sa forme de femme à sa forme de serpent autant qu'elle le souhaite, ses crocs sont enduits de poison mortel, et elle est immortelle.
Dans la saga de L'Épouvanteur de Joseph Delaney, les lamias sont des sorcières originaires de Grèce, ayant deux apparences différentes : les sauvages sont sous la forme de reptiles dont certaines possèdent une double paire d’ailes à la manière d’un insecte et les domestiques qui prennent l'apparence d'une femme ayant juste une ligne d'écailles jaunes et vertes le long de leur colonne vertébrale.

#### Bande Dessinée & Mangas
La bande dessinée voit également une apparition de Lamia plus éloignée de son mythe antique. Dans le manhwa Id The Greatest Fusion Fantasy, Lamia est l'épée forgée par les dieux et les dragons dotée d'une très grande puissance et apparaissant sous la forme d'une femme.
L'un des personnages principaux du manga Monster Musume est Miia, une jeune Lamia hébergée chez le héros afin d'effectuer un échange culturel. Dans le shōnen Rosario + Vampire, la professeure de mathématique est une Lamia. Les adaptations en anime des deux manga reprennent ces personnages.
Dans le manga Fairy Tail, l'emblème de la guilde de mages Lamia Scale est une lamia.
Dans le manga Dropkick on My Devil!, le personnage principal Jashin-chan est une Lamia au buste de femme et queue de serpent.

#### Cinéma
Le cinéma fantastique utilise aussi la figure de Lamia. Dans le film Jusqu'en enfer de Sam Raimi (2009), le lamia est un esprit maléfique. Néanmoins, il se distingue de la vision mythologique traditionnelle. En effet, cet esprit prend la forme d'un bouc maléfique, issue d'une sorcellerie d'origine gitane.

#### Télévision
Lamia apparaît également à la télévision dans les séries télévisées fantastiques ou de fantasy.
Dans la série télévisée Supernatural, un lamia est un monstre originaire de Grèce qui éventre et boit le sang du cœur des humains. Dans la série télévisée Merlin, l'épisode 8 de la saison 4 est intitulé Lamia : trois villageois de Longstead sont attaqués et ensorcelés. Une jeune fille nommée Lamia, retrouvée dans la forêt prend le contrôle de l'expédition menée par Camelot pour secourir le village.

#### Musique Rock
Dans l'album The Lamb Lies Down on Broadway du groupe de rock progressif Genesis, le morceau 5 du disque 2 est intitulé The Lamia. Rael se fait dévorer par des femmes-serpents, des Lamia, avant de se nourrir lui-même de leur chair.
Le groupe de metal Iron Maiden fait également référence à Lamia dans la chanson intitulée « Prodigal Son », sur l'album Killers.
Le groupe de black metal suédois Lord Belial a intitulé Lamia le quatrième morceau de leur album Enter the Moonlight Gate, sorti en 1997.

#### Jeux

##### Jeux vidéo
Dans The Battle of Olympus sur Nintendo Entertainment System, Lamia est une femme au corps de serpent qui attaque le héros Orphée. Dans le jeu vidéo Castlevania: Portrait of Ruin, il existe un boss de niveau s'apparentant à Lamia et Medusa. La Lamia apparaît également dans le jeu Tales of Symphonia sur GameCube. Elle se présente comme une créature au buste de femme et au corps de serpent.
Dans le jeu Bravely Second: End Layer développé par Square Enix, on trouve une pièce d'armure portant le nom de "Tiare de Lamia" ayant appartenu à une femme qu'on aurait changée en monstre, ce qui la rapproche de son origine mythologique. Par le même studio, Final Fantasy Crystal Chronicles présente des monstres nommées "Lamia" dans le désert de Lynari. Elles ont une apparence féminine, mi-renardes, mi-serpents, avec des éventails en guise de mains.
Dans le jeu MMORPG ArchLord, les Lamias peuplent le continent de Chantra. Elles se présentent comme des créatures au buste de femme et un corps de serpent, mais ont également une capuche en forme de tête de cobra et des tentacules autour du buste.

##### Jeux sur table
Dans Donjons et Dragons, les lamies sont des monstres d'alignement chaotique mauvais, présentant un torse humain sur un bas du corps animal et capables de lancer des sorts.
Dans le jeu de rôle d'horreur Vampire : L'Âge des ténèbres, les Lamies sont une lignée de sang qui reprend certains traits des différentes figures mythologiques associées à ce nom. À l'époque moderne du jeu (Vampire : La Mascarade), la lignée est supposée éteinte.
Dans l'univers du jeu de figurines de fantasy britannique Warhammer Fantasy Battle, la première vampire était la reine Neferata de la cité de Lamia, nommant ses descendantes les Lamianes.